# Ржевский, Павел Максимович
Павел Максимович Ржевский (1908—1974) — лейтенант Рабоче-крестьянской Красной Армии, участник Великой Отечественной войны, Герой Советского Союза (1943).

## Биография
Павел Ржевский родился 21 декабря 1908 года в селе Рудня-Камышинская (ныне — посёлок Рудня в Волгоградской области). Окончил неполную среднюю школу. В 1928—1930 годах служил в Рабоче-крестьянской Красной Армии. Демобилизовавшись, проживал и работал в Орске. В 1942 году Ржевский повторно был призван в армию. С марта 1943 года — на фронтах Великой Отечественной войны. Принимал участие в боях на Воронежском, Степном и 2-м Украинском фронтах.
К сентябрю 1943 года гвардии красноармеец Павел Ржевский был разведчиком 75-й гвардейской отдельной разведроты 72-й гвардейской стрелковой дивизии 7-й гвардейской армии Степного фронта. Отличился во время битвы за Днепр. В ночь с 25 на 26 сентября 1943 года Ржевский переправился через Днепр на остров Глинск Бородаевский в районе села Бородаевка Верхнеднепровского района Днепропетровской области Украинской ССР. В боях за остров Ржевский лично уничтожил дзот с двумя пулемётными расчётами, а также большое количество солдат и офицеров противника. В дальнейшем, проникнув в расположение немецких войск, разведгруппа, в которую входил и Ржевский, успешно сорвала план противника атаковать советские части. В боях на плацдарме на западном берегу Ржевский участвовал в отражении двенадцати немецких контратак.
Указом Президиума Верховного Совета СССР от 26 октября 1943 года за «образцовое выполнение боевых заданий командования на фронте борьбы с немецкими захватчиками и проявленные при этом мужество и героизм» гвардии красноармеец Павел Ржевский был удостоен высокого звания Героя Советского Союза с вручением ордена Ленина и медали «Золотая Звезда» за номером 3701.
В 1945 году Ржевский окончил Фрунзенское пехотное училище. В том же году он в звании лейтенанта был уволен в запас. Проживал и работал в Ташкенте. Умер 3 июля 1974 года, похоронен на Аллее Героев Воинского кладбища Ташкента.
Был также награждён рядом медалей.
В честь Ржевского названа улица в Ташкенте.